# Coenzima B

Estructura química del coenzima B.

La coenzima B es el nombre del compuesto químico 7-tioheptanoíltreoninafosfato. La molécula contiene un grupo tiol, que constituye su principal sitio reactivo. Es necesaria para las reacciones redox de la metanogénesis microbiana.
La coenzima B reacciona con 2-metiltioetanosulfonato, abreviado CH3-S-CoM, para liberar metano en la metanogénesis:
CH3-S-CoM + HS-CoB → CH4 + CoB-S-S-CoM
Esta conversión está catalizada por la enzima metil coenzima M reductasa, que contiene el cofactor F430 como grupo prostético.
Una conversión relacionada que utiliza ambos HS-CoB y HS-CoM es la reducción del fumarato a succinato, catalizado por la fumarato reductasa:
CH3-S-CoM + HS-CoB -O2CCH=CHCO2- → -O2CCH2-CH2CO2- + CoB-S-S-CoM